# George S. Clinton
George S. Clinton (* 17. Juni 1947 in Chattanooga, Tennessee) ist ein US-amerikanischer Filmkomponist.

## Leben
Sein Debüt als Filmkomponist gab er 1980 für den Film Pray TV. In den späten 1980er Jahren komponierte er die Musik für Filme wie American Fighter II – Der Auftrag, zu Beginn der 1990er Jahre arbeitete er vornehmlich für Fernsehproduktionen. Sein Schaffen umfasst mehr als 90 Produktionen.
Insgesamt wurde er sechs Mal mit dem BMI Film Music Award ausgezeichnet, ferner erhielt er den Richard Kirk Career Achievement Award. 2007 war er für den Emmy nominiert. George S. Clinton ist verheiratet und Vater von einem Kind.

## Filmografie (Auswahl)
- 1980: Star Rock (The Apple) (Darsteller)
- 1986: Die Klugscheißer (Asilo di polizia)
- 1986: Nighthunter (Avenging Force)
- 1987: American Fighter II – Der Auftrag (American Ninja 2 – The Confrontation)
- 1989: American Fighter III – Die blutige Jagd (American Ninja 3: Blood Hunt)
- 1992: Das Gift des Zweifels (Cruel Doubt)
- 1994: Tödliche Absichten (Mother’s Boys)
- 1994: Brainscan
- 1995: Mortal Kombat
- 1995: Tad Lincoln, der Sohn des Präsidenten (Tad, Fernsehfilm)
- 1996: Urteil ohne Gerechtigkeit (Beyond the Call)
- 1997: Austin Powers – Das Schärfste, was Ihre Majestät zu bieten hat (Austin Powers: International Man of Mystery)
- 1997: Intensity – Allein gegen den Killer (Intensity)
- 1997: No Night Stand (Trojan War)
- 1997: Mortal Kombat 2 – Annihilation (Mortal Kombat: Annihilation)
- 1998: Black Dog
- 1998: Wild Things
- 1999: Meyer Lansky – Amerikanisches Roulette (Lansky)
- 1999: Austin Powers – Spion in geheimer Missionarsstellung (Austin Powers: The Spy Who Shagged Me)
- 1999: The Astronaut’s Wife – Das Böse hat ein neues Gesicht (The Astronaut’s Wife)
- 2000: Ready to Rumble
- 2001: Crime is King (3000 Miles to Graceland)
- 2001: Joe Jedermann (Joe Somebody)
- 2002: Austin Powers in Goldständer (Austin Powers in Goldmember)
- 2002: Santa Clause 2 – Eine noch schönere Bescherung (The Santa Clause 2)
- 2003: 44 Minuten – Die Hölle von Nord Hollywood (44 Minutes: The North Hollywood Shoot-Out)
- 2004: Mission: Possible – Diese Kids sind nicht zu fassen! (Catch That Kid)
- 2004: Eulogy – Letzte Worte (Eulogy)
- 2004: Ein verrückter Tag in New York (New York Minute)
- 2004: A Dirty Shame
- 2004: Hawaii Crime Story (The Big Bounce)
- 2006: Big Mama’s Haus 2 (Big Momma’s House 2)
- 2006: Santa Clause 3 – Eine frostige Bescherung (The Santa Clause 3: The Escape Clause)
- 2007: Code Name: The Cleaner
- 2008: Der Love Guru (The Love Guru)
- 2008: Harold & Kumar 2 – Flucht aus Guantanamo (Harold & Kumar Escape from Guantanamo Bay)
- 2009: Assassin’s Creed: Lineage (Kurzfilm)
- 2010: Zahnfee auf Bewährung (Tooth Fairy)
- 2011: Sharpay’s fabelhafte Welt (Sharpay’s Fabulous Adventure)
- 2013: Für immer jung (Lovestruck: The Musical)
- 2013: Haus des Zorns (The Harvest)
- 2018: Zombies (Fernsehfilm)
- 2020: Zombies 2 – Das Musical (Zombies 2, Fernsehfilm)
- 2022: Zombies 3 – Das Musical (Zombies 3, Fernsehfilm)